# フェニックスカントリークラブ
フェニックスカントリークラブ（PHOENIX COUNTRY CLUB）は、宮崎県宮崎市大字塩路字浜山に広がるゴルフ場。米国・アリゾナ州フェニックスにある同名のコースと区別するため、「宮崎フェニックスカントリークラブ」あるいは「宮崎フェニックス」の愛称で呼ばれている。

## 概要
フェニックスカントリークラブは、新たなゴルフ場建設に向け、「フェニックスリゾート株式会社」がゴルフ場経営に乗り出したことに始まる。コース設計は、大橋剛吉が、工事は日産建設株式会社が行い、1971年（昭和46年）3月24日、27ホール規模のゴルフ場が開場した。ゴルフ場は、日向灘に面した各ホール松林でセパレートされたシーサイドコースである。コースは、全体的にフラットでフェアウェイもゆったりしているが、ゆるやかな起伏が残されており、ガードバンカーや背の高い松がスタイミーとなるなど技術を求められるコースである。また、日本のプロゴルフメジャー大会の1つ、日本プロゴルフ協会主催競技でもあり、日本選手権大会に相当する、日本プロゴルフ選手権大会などの大会開催の実績がある。
毎年11月に開催されている日本ゴルフツアー機構（JGTO）公認の男子プロゴルフツアー「ダンロップフェニックストーナメント」の会場になっている。

## 所在地
〒880-8545 宮崎県宮崎市大字塩路字浜山3083番地

## コース情報
- 開場日 - 1971年3月24日[1][2]
- 設計者 - 大橋 剛吉
- 面積 - 990,000m2（約29.9万坪）
- コースタイプ - シーサイドコース
- コース - 27ホールズ、パー108、10,262ヤード、コースレート 高千穂･日南73.1、日南･住吉72.5、住吉･高千穂73.8
- グリーン - 1グリーン、ベント
- ハザード - バンカー77、池が絡むホール4
- プレースタイル - 乗用カート、キャディ付き
- 練習場 - 40打席 350ヤード
- 休場日 - 年中無休[5][6]

## クラブ情報
- ハウス面積 - 5,200m2（1,573坪）
- ハウス設計 - 日産建設株式会社（現・りんかい日産建設株式会社）
- ハウス施工 - 日産建設株式会社（現・りんかい日産建設株式会社）[5][6]

## ギャラリー
- コース - 「フェニックスカントリークラブ」、コースガイド
- ハウス - 「フェニックスカントリークラブ」、館内施設

## 交通アクセス
- 鉄道 - 日豊本線（JR九州） - 宮崎駅よりタクシー利用 約20分
- バス - 宮崎駅西口バス乗り場より宮崎交通バス16番、18−1番「シーガイア」行き、もしくは18番「フローランテ宮崎」行きに乗車、「シェラトングランデ」バス停まで約30分。その後園内シャトルバスに乗り換え約5分、「フェニックスカントリークラブ」バス停下車
- 道路 - 宮崎自動車道 - 宮崎ICより 15km[7]

## メジャー選手権
- 1971年（昭和46年）  第39回 日本プロゴルフ選手権大会[8]

## 関連文献
- 『プレジデント』、「フェニックスカントリークラブ」、東京 プレジデント社、1997年9月、2020年9月7日閲覧
- 『プレジデント』、「「行ってみたいゴルフ場」 川奈ホテル/フェニックスカントリークラブ/オーガスタゴルフコース」、東京 プレジデント社、1997年9月、2020年9月7日閲覧
- 『週刊ダイヤモンド』、「写真で見るフェニックスカントリークラブ」、東京 ダイヤモンド社、2000年5月、2020年9月7日閲覧
- 『週刊ダイヤモンド』、「Good Shot! 週刊ダイヤモンドが選んだ日本のベスト・コース150（28）第3位 フェニックスカントリークラブ 西澤忠」、東京 ダイヤモンド社、2002年11月23日、2020年9月7日閲覧
- 『ゴルフ場ガイド 西版』、2006-2007、「フェニックスカントリークラブ（宮崎県）」、東京 ゴルフダイジェスト社、2006年5月、2020年9月7日閲覧
- 『月刊ゴルフマネジメント』、「クローズアップ21（その169）毎年進化するコースメンテナンス フェニックスカントリークラブ トップレベルのコースセットアップで見せる」、東京 一季出版、2015年1月、2020年9月7日閲覧